# Martin Harlinghausen
Martin Harlinghausen (17 de janeiro de 1902 - 22 de março de 1986) foi um oficial alemão que serviu na Luftwaffe durante a Segunda Guerra Mundial. Foi condecorado com a Cruz de Cavaleiro da Cruz de Ferro com Folhas de Carvalho.

## Condecorações
| Medalla de la Campaña de España                                |                        |
| Cruz Espanhola em Ouro com Diamantes                           |                        |
| Distintivo de pilotoqobservador em Ouro com Diamantes          |                        |
| Cruz de Ferro (1939) 2ª Classe                                 | 30 de janeiro de 1940  |
| Cruz de Ferro (1939) 1ª Classe                                 | 3 de fevereiro de 1940 |
| Distintivo de Feridos (1939) em Preto                          |                        |
| Cruz de Cavaleiro da Cruz de Ferro                             | 4 de maio de 1940      |
| Cruz de Cavaleiro da Cruz de Ferro com Folhas de Carvalho nº 8 | 30 de janeiro de 1941  |
| Mencionado na Wehrmachtbericht                                 | 3 de novembro de 1940  |
| Ordem do Mérito da República Federal da Alemanha               |                        |